# 조전
조전(趙戩, ? ~ ?)은 후한 말기 ~ 조위의 관료로, 자는 숙무(叔茂)이며, 경조윤 장릉현(長陵縣) 사람이다. 후한의 태복 조기의 조카이다.

## 생애

### 성품
학문을 좋아하고 말이 조리가 있었으며, 《시경》과 《서경》을 즐겨 읽었다. 사람을 긍휼히 여기며 인간관계에 대해 논하지 않았고, 공부(公府)에 벽소되어 초평 연간에 상서선부랑(尙書選部郞)이 되어 전선(典選)을 맡았다.
동탁이 자주 욕심을 내어 사사로이 자기 사람을 관직에 앉히도록 하자 조전은 완강히 거절하고 듣지 않았다. 동탁은 노하여 그를 죽이려 하였고, 사람들이 이를 두려워하였으나 조전은 말과 행동이 태연하였다. 동탁은 곧 후회하여 조전에게 사과하였고, 조전은 평릉령(平陵令)으로 옮겼다.

### 형주에서의 생활
장안에서 난리가 일어났을 때, 조전은 형주로 달아났다. 형주목 유표가 예를 다하여 후하게 대하였다.
예형이 서울에서 노닐면서 조정의 신하들을 헐뜯다가, 남쪽에서 조전을 보고 탄식하며 말하였다.
| “ | 검은 간장과 막야요, 나무는 의나무·오동나무·가래나무·옻나무이고, 사람은 안회·염구·중궁이로다. | ” |

이윽고 형주를 차지한 조조에게 벽소(辟召)되었다. 조조는 조전을 늦게 만난 것을 안타까워하였다.

### 죽음
조전은 조위의 상국 종요의 장사로 있다가 죽었다.

## 출전
범엽, 《후한서》 권66 진왕열전